# Pase natural

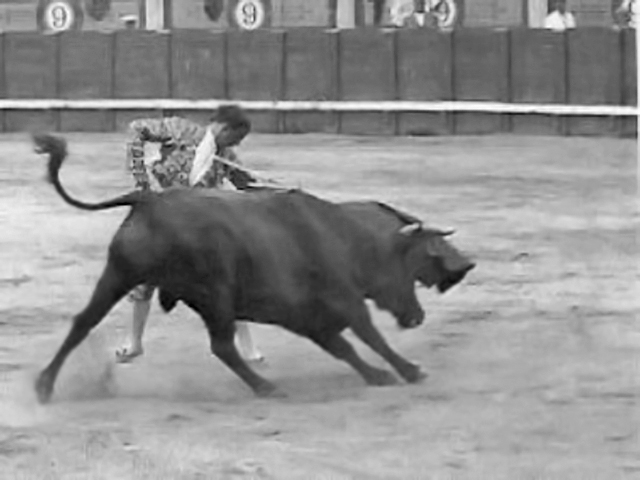
Joselito El Gallo, máxima figura de la vieja lidia, dando un pase natural, en redondo.

En tauromaquia, el pase natural (o al natural) es aquel en que el que se da salida al toro por el mismo lado de la mano con la que el diestro sostiene la muleta. Es, en palabras de Corrochano, el pase clásico por excelencia.

## Historia
En los primeros tiempos del toreo a pie, el pase natural (también llamado entonces «pase regular»), como en general el toreo de muleta, solo se usaba como preparación para la muerte del toro. La muleta era más pequeña y no permitía grandes alardes. La gran revolución del toreo de muleta llegó con Costillares. 
El torero sujetaba la espada con la mano derecha, por lo que lo «natural» era manejar la muleta con la izquierda. Es por ello motivo de antigua controversia entre los aficionados si solo son pases naturales los que se dan con la mano izquierda, o bien si cuando se despide al toro con la mano derecha por el mismo procedimiento deben considerarse también pases naturales. Esto se debe a que en tiempos de Pepe-Hillo, autor de la primera tauromaquia (1796), aún no se toreaba con la mano derecha con la muleta y no contempló en su obra tal variante, por lo que tradicionalmente no ha estado tan bien vista como el natural por la izquierda. En general, los tratadistas modernos como Cossío, aceptan que son pases naturales con independencia de la mano con la que se ejecuten, siempre que se reciba a la res por el lado donde se sujeta la muleta. En caso contrario, son pases cambiados (cuya variante más conocida es el pase de pecho, en oposición al natural).

## Toreo moderno

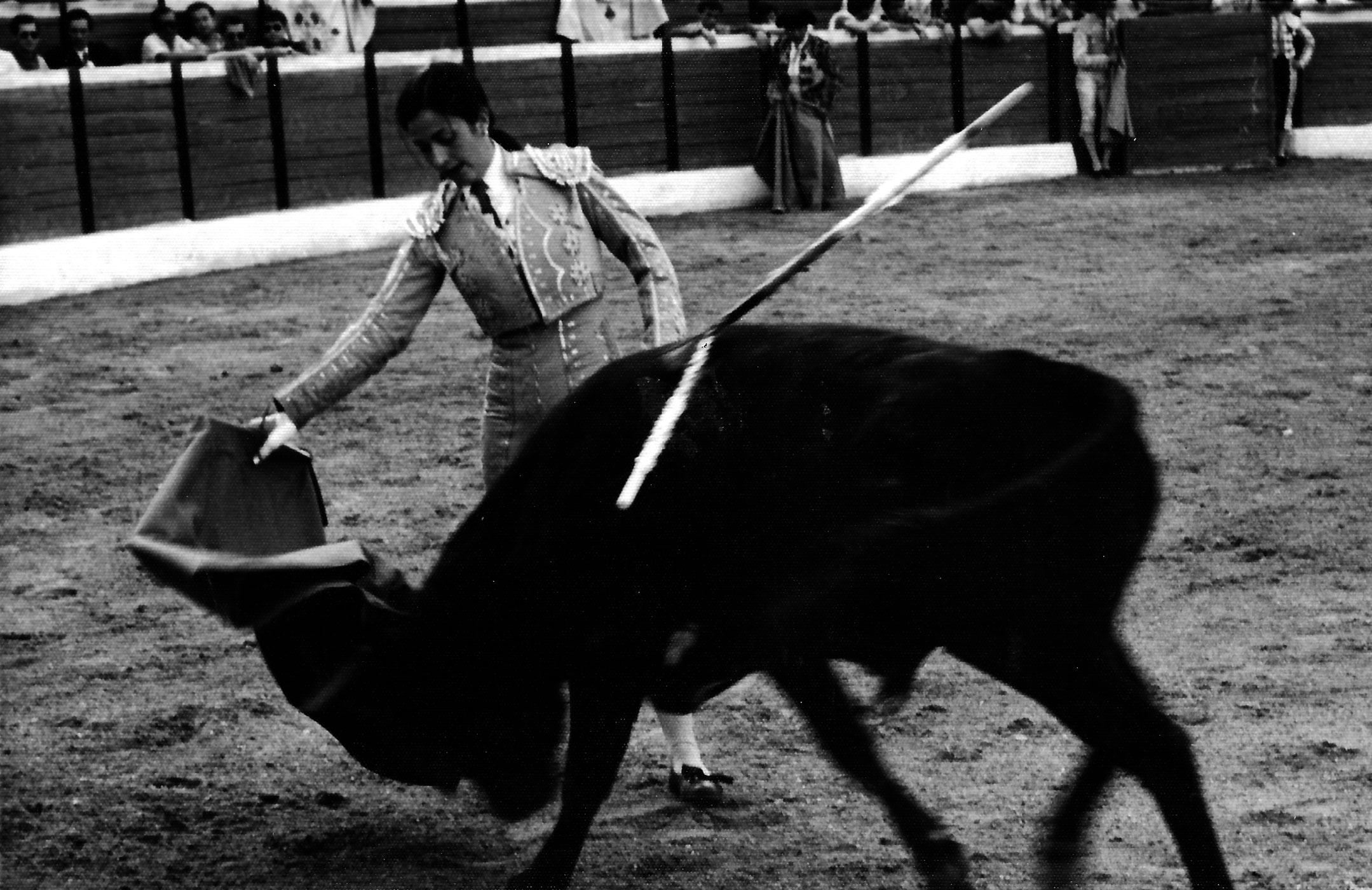
Pase natural con mano derecha. En la imagen la torera Carmen Zaldívar "Carmela".

En la ejecución de esta suerte fundamental, el diestro cita al toro en el terreno de éste, abriendo la muleta en la cara de la res, adelantando una pierna, dando el pecho o medio pecho y alargando todo lo posible la embestida, tratando de impedir que el animal enganche el engaño. La mano derecha, con la espada, suele situarse en la cadera y, bien ejecutada, el toro se enrosca en el cuerpo del torero, lo que le confiere una gran belleza y cansa mucho al toro, que tiene que arquearse para seguir el semicírculo que traza el torero con la muleta. Hoy se aprecia sobre todo cuanto mayor sea la lentitud y la largura con la que se ejecute el pase. Cuando se consiguen ligar varios pases naturales seguidos, suele culminarse la serie con un pase de pecho. 
Existen tres variantes del pase natural, en función de la altura con que se saque la muleta al rematar el pase: por encima de la cabeza del toro (pase por alto), por delante de su cara (en redondo o, si es con la mano derecha, pase de la firma) o por debajo (pase por bajo). El pase natural por antonomasia es el pase en redondo, máxima expresión del toreo moderno. Así define este lance la Tauromaquia de Guerrita: 

Cuando el animal llegue a jurisdicción y tome el engaño, se cargará la suerte, que se remata girando y estirando el brazo hacia atrás con sosiego, describiendo con los vuelos de la muleta un cuarto de círculo, a la vez que se imprime a los pies el movimiento preciso para que una vez terminado el pase quede el diestro en posición de repetirle.
Guerrita. La tauromaquia. 1896